# Theo Stroeken
Theodorus Josephus Hubertus (Theo/ Thei) Stroeken (Venlo, 10 maart 1939 – Hout-Blerick, 15 april 2019) was een Nederlands politicus namens het CDA.

## Carrière
Stroeken, die uit een tuindersfamilie kwam, volgde eerst de ULO in Venlo, en ging daarna naar de bisschoppelijke kweekschool en volgde een opleiding tot docent Duits. Van 1959 tot 1961 was hij als dienstplichtig sergeant actief bij de infanterie. In 1959 ging hij als docent aan de slag op een lagere school, en in 1964 als docent Duits op de ULO in Venlo. In 1970 werd hij docent bij het Sint Thomascollege, wat hij tot 1982 zou blijven, toen hij gemeenteraadslid en wethouder werd in Venlo.
Eerst was hij acht jaar wethouder van onderwijs, welzijn, cultuur en sport, en daarna was hij vier jaar wethouder van financiën en economische zaken. In 1992 werd hij voor zes jaar lid van de partijraad van het CDA. In 1994 verliet hij de lokale politiek, en werd hij directeur bij een management- en adviesbureau tot zijn terugkeer in de (nu landelijke) politiek in 1998. Hij werd toen namens het CDA lid van de Tweede Kamer der Staten-Generaal. Hij hield zich als Kamerlid onder meer bezig met de taxi-wetgeving, de Wet personenvervoer, regionale luchthavens, de problematiek van grensarbeiders, asbestslachtoffers en fiscale wetgeving.
In 2002 werd hij benoemd tot ridder in de Orde van Oranje-Nassau. Stroeken vervulde diverse bestuurlijke functies. Hij was onder meer voorzitter van de raad van commissarissen van Seacon.
Op 15 april 2019 werd Stroeken getroffen door een hartstilstand toen hij door het Meuleveld in Hout-Blerick fietste en op weg naar huis was. Hij kwam van zijn kantoor van Seacon Logistics.
- Parlement.com: vg09llk8t0em